# Битва кентаврів (Мікеланджело)

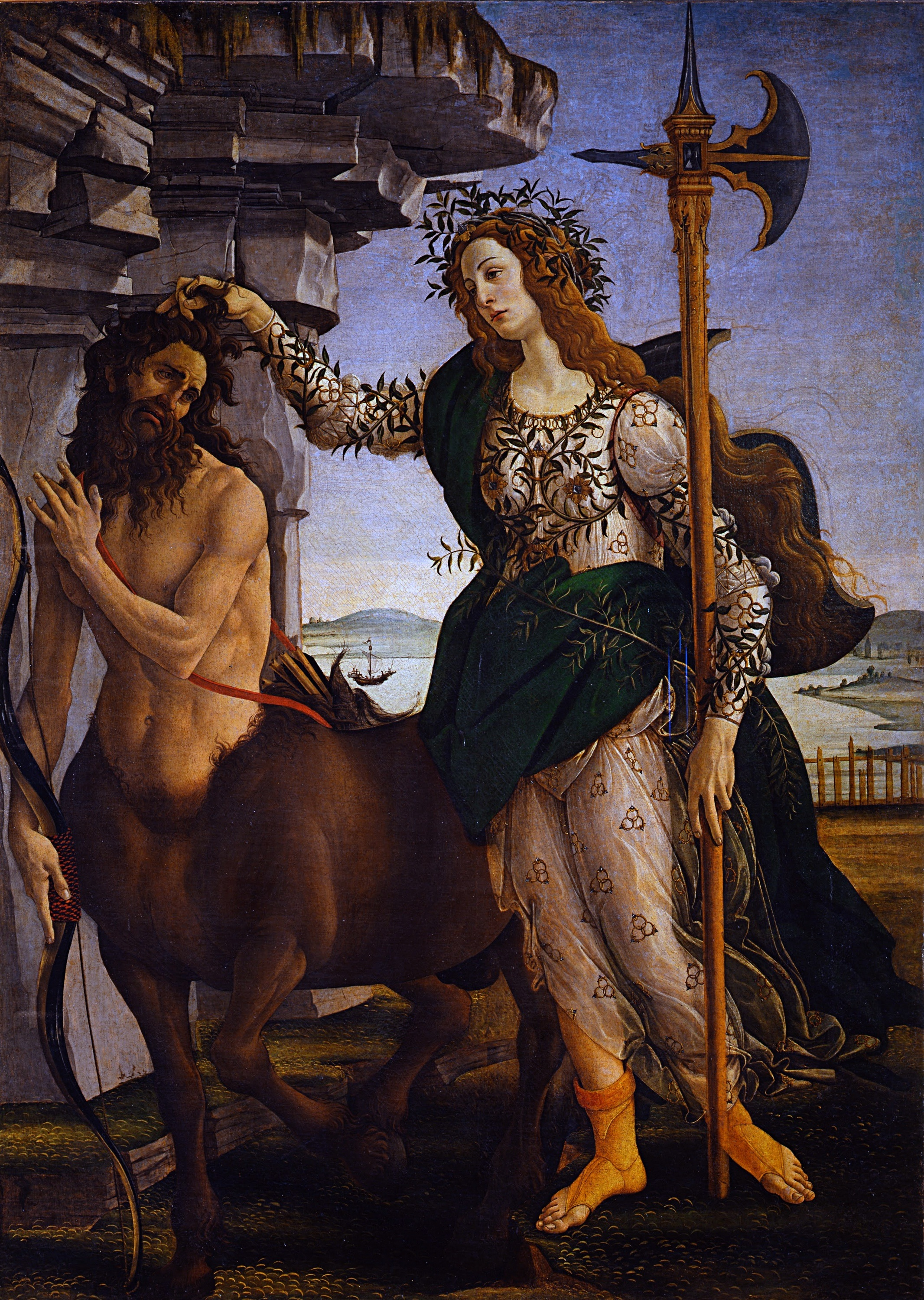
Сандро Боттічеллі. «Паллада і кентавр» (бл. 1482)

«Би́тва кента́врів» (італ. Battaglia dei centauri; також — «Бій Геркуле́са з кента́врами») — мармуровий рельєф зі сценою кетавромахії, створений італійським скульптором і художником Мікеланджело Буонарроті близько 1492 року. Цей барельєф належить до перших його відомих незалежних творів (як і «Мадонна біля сходів»), і у ньому він знайшов себе як скульптора. Вазарі описує його як роботу, зроблену «так чудово, що той, хто дивиться на неї тепер, не може повірити, що це робота юнака, а не поважного майстра, досконалого в науці і практиці мистецтва».
На думку Еріка Шильяно, у цьому барельєфі юний скульптор «втілив заповіді греків та римлян». Також це є перший відомий твір, який можна вважати «non-finito».

## Сюжет та його трактування
За Вазарі, барельєф зображає бій Геркулеса з кентаврами[а]. Вазарі також пише, що цей сюжет з «Метаморфоз» Овідія підказав Анджело Поліціано. Існує трактування, що це — бій кентаврів із лапітами. Остання відбувалася на весіллі, тож стає зрозуміла присутність двох жіночих фігур, яких вирізняють дослідники (зверху ліворуч та у центрі понизу, яку молодий вояк тягне за волосся, а інший вояк притримує).
Шильяно проводить паралель із ідеєю полотна Сандро Боттічеллі «Паллада і кентавр» — перемога цивілізації (лапітів) над варварами (кентаврами), хоча і значно м'якша ніж у трактуванні Мікеланджело. З іншого боку, у рельєфі переважають оголені чоловічі фігури молодих вояків (за винятком єдиного літнього вояка із каменем зліва), що цілком відповідало духові неоплатонічного прочитання поняття любові академіків, і сюжет стає не так битвою за майбутнє цивілізації, як оргією[б].
Важливо також відзначити, що в самій назві твору можливий прихований зміст. Назва племені «лапіти» (грец. Λαπίθες) звучить схоже на «ляпіс» (лат. Lapis), що означає «камінь», а також на «ляпіде» (італ. lapide), що означає «надгробна плита». Також вояки озброєні каменями, а не мечами чи списами. Отже, можна стверджувати, що і перемога каменя над плоттю, а не тільки над варварством, теж може бути серед трактувань цієї роботи.

## Опис твору
Мікеланджело вирізьбив цей барельєф на шматку каррарського мармуру, який пожертвував Лоренцо Пишний для школи в садах Сан Марко (Медіцейських садах).
Молодий скульптор подав батальну сцену. У натовпі молодих вояків відразу помічають фігуру молодика з каменем в руці, який він намагається жбурнути. За його спиною бородатий вояк теж з камінюкою в руці, одна з небагатьох літніх постатей в рельєфі. Бій настільки запеклий, що живі не помічають ні поранених, ні померлих. Понизу рельєфу подана фігура могутнього кентавра вже убитого, якого несамовито топчуть. Повалено на землю ще одного кентавра праворуч понизу, але він ще намагається продовжити боротьбу з вояком, що вже осідлав його спину. В кутку ліворуч — фігура помираючого молодика, що отримав поранення голови і вже не може брати участі в двобоях. Він — початок цілої низки юнацьких фігур, які розроблятиме скульптор і в фігурах на стелі Сикстинської каплиці, і в фігурах до гробниці папи римського Юлія ІІ. Рельєф «Битва кентаврів» став свідоцтвом палкої, тривожної свідомості сімнадцятирічного юнака, який ще не мав військового досвіду через молодість, але зумів показати і запеклість бою, і жахливі сторони кожної військової сутички, пов'язаної з винищенням людей.
Віктор Лазарєв зазначав, що у загальній композиції Мікеланджело наслідує пізньоантичні саркофаги, але уже можна бачити «чуже для античності живописне розуміння групи». Тут він використав прийом високого рельєфу, а також різні рівні обробки матеріалу. Шляхом поєднання контрасних фактур — шліфованого та нешліфованого каменю — скульптору вдається передати відчуття ваги та об'єму фігур, вдихнути у них життя.
Фриц Ерпель пише, що «натуралістичність жорстокості того, що відбувається, молодий скульптор свідомо оминув увагою».

## Реставрація
1992 року реставрацію твору було довірено Аньєзе Парронкі (італ. Agnese Parronchi), яка також відповідала за реставрацію барельєфа «Мадонна біля сходів» та статуй Мікеланджело у капелі Медичі (1989).

## У мистецтві
Цей ранній твір Мікеланджело згадується у біографічному романі К. Шульца «Камінь і біль»:
|  | (…)Тіла борються, граючи безліччю м'язів, тіла в найґраничнішому випинанні форм, істоти гарячі, розпалені, довгі лінії сплетінь зв'язаних у вузли рук і ніг. І голизна. Гладенька голизна чоловічих тіл — якби він був прикрив бодай одну форму, чоловіче тіло втратило б свою волю і свою скруху. (…)Славна голизна болю, знищення і битви — усе вкарбовано у ці борозни лобів, ший та животів. Кривизни, дуги, форми, контраст глибини і натуги. Битва. Мармур |